# Praxibulus
Praxibulus es un género de saltamontes de la subfamilia Oxyinae, familia Acrididae, y está asignado a la tribu Praxibulini. Este género se distribuye en el este de Australia y en algunas islas  circundantes en Oceanía.

## Especies
Las siguientes especies pertenecen al género Praxibulus:
- Praxibulus actus Rehn, 1957
- Praxibulus duplex Rehn, 1957
- Praxibulus eurobodallae Key, 1989
- Praxibulus exsculptus Rehn, 1957
- Praxibulus hunteranus Key, 1989
- Praxibulus insolens Rehn, 1957
- Praxibulus laminatus (Stål, 1878)
- Praxibulus laticrista Key, 1989
- Praxibulus lewisi Key, 1989
- Praxibulus lophicus Key, 1989
- Praxibulus nexilis Rehn, 1957
- Praxibulus pallens Key, 1989
- Praxibulus queenslandicus Key, 1989
- Praxibulus stali Key, 1989
- Praxibulus tectatus Key, 1989
- Praxibulus triangularis Rehn, 1957
- Praxibulus triquetrus Key, 1989
- Praxibulus ulnaris Sjöstedt, 1921
- Praxibulus uncinatus Key, 1989
- Praxibulus whitei Key, 1989